# 愛知県道493号西浦停車場線
愛知県道493号西浦停車場線（あいちけんどう493ごう にしうらていしゃじょうせん）は、愛知県蒲郡市内を走る一般県道である。

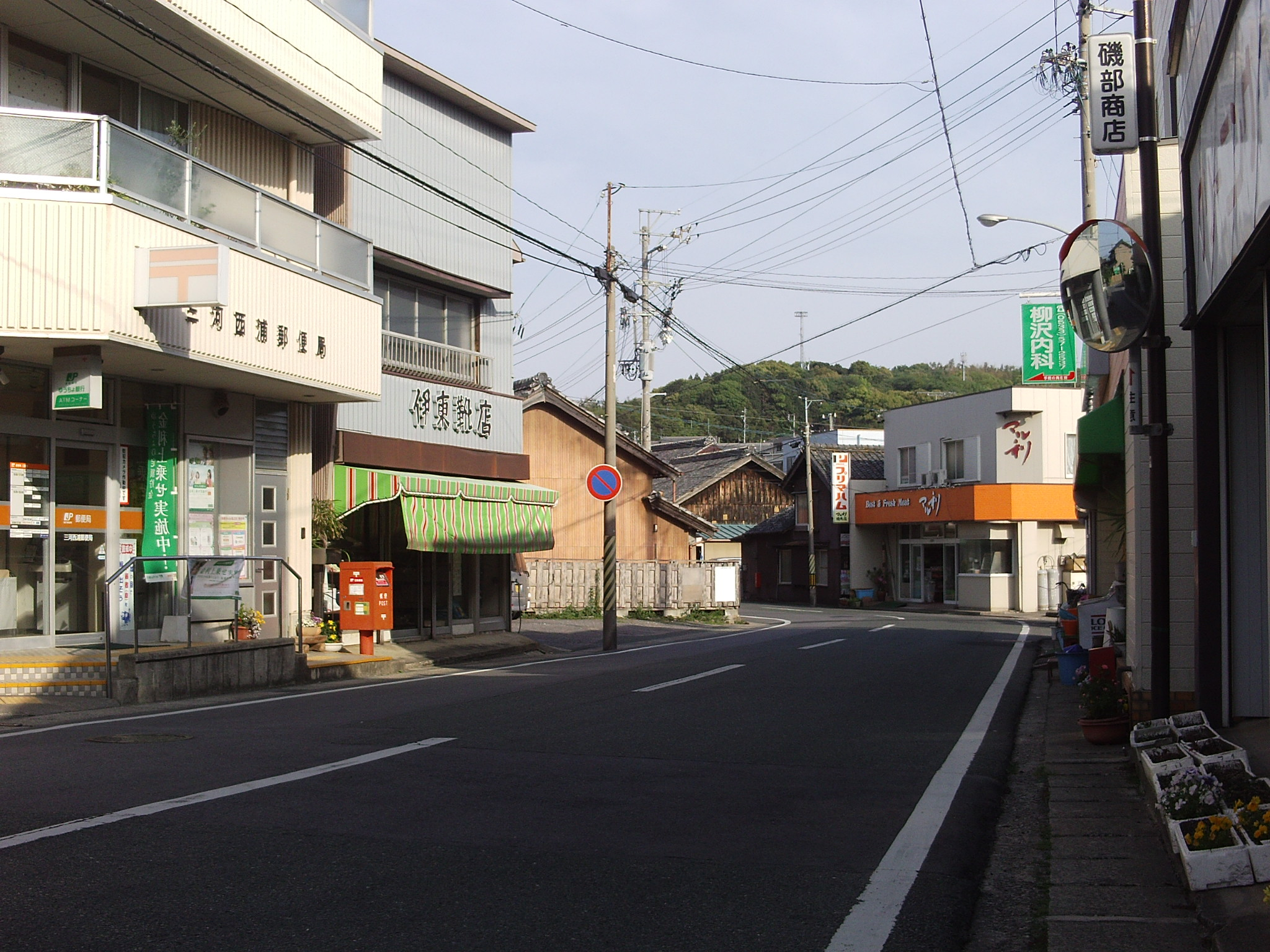
西浦町（現・蒲郡市の市域）にある西浦駅駅前の商店街。三河西浦郵便局などがある。

## 概要

### 路線データ
- 起点：西浦停車場
- 終点：愛知県蒲郡市西浦町
- 全長：約200m

## 沿革
- 1959年12月15日 認定

## 通過する自治体
- 愛知県
  - 蒲郡市

## 接続する道路
- 愛知県道321号東幡豆蒲郡線（幡豆街道）・愛知県道322号深溝西浦線（温泉街道）（蒲郡市西浦町北馬相地内、三河西浦郵便局東方）

## 沿線
- 名鉄蒲郡線 西浦駅
- 三河西浦郵便局